# حزب کمونیست کارگری ایران
حزب کمونیست کارگری ایران (حککا) یک حزب سیاسی و مخالف جمهوری اسلامی ایران است. این حزب در سال ۱۳۷۰ خورشیدی در پی انشعاب گروهی از اعضای سابق حزب کمونیست ایران به رهبری منصور حکمت از این حزب تأسیس شد. حزب کمونیست کارگری یک حزب کمونیستی است. این حزب هدف خود را استقرار جمهوری سوسیالیستی در ایران، برچیدن نظام سرمایه‌داری و برپایی جامعه‌ای مبتنی بر برابری اقتصادی و اجتماعی از طریق سازماندهی انقلاب اجتماعی طبقه کارگر اعلام کرده است.
از کمپین‌های سیاسی مهم این حزب در دفاع از کارگران، کمپین‌ها علیه اعدام و مشخصا علیه اعدام نازنین فاتحی و کبرا رحمان پور، کمپین نجات سکینه محمدی آشتیانی از سنگسار که باعث شد دستگاه قضائی جمهوری اسلامی در این حکم و نیز صدور احکام مشابه تجدید نظر کند. همچنین کمپین‌های قدرتمند علیه دادگاه‌های شریعت در کانادا و انگلیس، کمپین‌های متعدد در دفاع از زندانیان سیاسی در ایران یا فعالیت‌های بین‌المللی علیه اسلام سیاسی نام برد.
حککا مخالف سرسخت هر نوع حکومت مذهبی، قومی و ملی است. این حزب طرح‌های دیگر گروه‌های سیاسی برای برقراری نظام فدرالیسم در ایران را محکوم می‌کند. راه حل عمومی حککا برای رفع ستم و تبعیض در سراسر ایران برقراری نظامی است که در آن برابری حقوقی کلیه اهالی و ساکنین کشور، مستقل از قومیت، جنسیت، نژاد، مذهب، و اعتقادات، به عنوان شهروندان آزاد و متساوی الحقوق تضمین شده باشد.
این حزب همچنین مخالف مجازات اعدام و زندان ابد و نیز اعمال هر نوع مجازات بر اساس قوانین مذهبی در جامعه است. اصول کلی برنامه‌های این حزب برای کشور ایران در قالب برنامه یک دنیای بهتر مدون شده است.
حککا برخلاف اکثر احزاب سیاسی چپ در ایران است که فعالیت مخفیانه را شیوهٔ عمل خود قرار داده‌اند، به فعالیت علنی و آشکار رهبران و فعالان چپ اعتقاد دارد و آن را «ابراز وجود اجتماعی» می‌نامد و از سال ۱۳۸۳ دست به اجرایی کردن آن زده است. تا پیش از این،
این حزب در خرداد ۱۳۹۳ با صدور بیانیه‌ای، مخالفت خود را با وجود هر نوع تأسیسات اتمی که بر محیط زیست و امنیت منطقه و جامعه تأثیر می‌گذارد اعلام کرده است.
اعضای این حزب در بخش‌های مختلف سیاسی، کارگری، زنان، جوانان، دانشجویی، پناهندگی، کودکان و حقوق بشر فعالیت می‌کنند و ده‌ها فعالیت را سازمان می‌دهند. از شناخته شده‌ترین چهره‌های این حزب در ایران و جهان می‌توان به مینا احدی، مریم نمازی، شیوا محبوبی، فریده آرمان، مهین علیپور، مرسده قائدی، عبداله اسدی، شهلا دانشفر، کیوان جاوید، اصغر کریمی، محسن ابراهیمی، ایمان شیرعلی و … اشاره کرد.
بر خلاف بیشتر احزاب، سازمان‌ها و گروه‌های سیاسی چه در داخل و چه خارج از ایران، کنگره‌های این حزب به صورت علنی برگزار می‌شود و از طریق شبکه اینترنت و تلویزیون این حزب، به صورت زنده پخش می‌گردد و حضور عموم مردم در کنگره‌ها نیز آزاد است.
شعارهای اصلی این حزب «آزادی، برابری، حکومت کارگری» و «زنده باد سوسیالیسم» است. بعد از مرگ منصور حکمت بنیان‌گذار این حزب، شعار «اساس سوسیالیسم انسان است» که یکی از گفته‌های اوست، به شعارهای حزب اضافه شد. در کنگره هفتم حزب در سال ۱۳۸۸ شعار «انقلاب انسانی برای حکومتی انسانی» نیز به دیگر شعارهای این حزب اضافه شد.

## تاریخچه

### تأسیس
این حزب در پاییز سال ۱۳۷۰ شمسی برابر با ۱۹۹۱ میلادی توسط منصور حکمت پایه‌گذاری شد. اعلامیه اعلام موجودیت آن توسط چهار نفر امضا شده است. منصور حکمت، کورش مدرسی، رضا مقدم و ایرج آذرین که پیش از آن اعضای کانون کمونیسم کارگری در حزب کمونیست ایران بودند.
منصور حکمت که از وی به عنوان چهره و تئوری پرداز اصلی تشکیل حزب یاد می‌شود در کنفرانس مبانی کمونیسم کارگری در سال ۱۳۷۰ از تشکیل این حزب با عنوان پایان پس لرزه‌های فروپاشی سوسیالیسم بورژوایی، آغاز تعرض کمونیسم کارگری یاد می‌کند. سوسیالیسم بورژوایی عنوانی است که این حزب در هنگام نام بردن از اتحاد جماهیر شوروی سوسیالیستی و برخی دیگر از کشورهای سوسیالیستی استفاده می‌کند.

حکمت در تعریف تفاوت کمونیسم کارگری با دیگر جنبش‌های کمونیستی و خوانش‌ها از مارکسیسم می‌گوید: 
من «کمونیسم کارگری» را به جای کلمه «کمونیسم» بکار می‌برم. به این دلیل که کلمه کمونیسم آن خصلت طبقاتی ویژه را که در آستانه انتشار مانیفست کمونیست در ۱۸۴۸ داشت در زمان ما دیگر از دست داده. کلمه کمونیسم در آن هنگام مترادف با سوسیالیسم کارگری بود. انگلس در همان دوره علت انتخاب این عنوان را برای پرچمی که با مانیفست بلند کردند دقیقاً به همین ترتیب توضیح می‌دهد. مارکس و انگلس برای تعریف فاصله و اختلاف خود با سوسیالیسم غیرکارگری زمان خود عنوانی را که جنبش سوسیالیستی کارگری به خود داده بود برگزیدند. هر کلمه مانیفست کمونیست راجع به اینست که این بیانیه سوسیالیسم کارگری است و این جریان ویژه طبقاتی دربارهٔ جهان و جامعه و سوسیالیسم‌های موجود چه دارد می‌گوید. اگر مارکس و انگلس امروز زنده می‌شدند و می‌دیدند که چگونه همین نام کمونیسم توسط جریانات اعتراضی و شبه سوسیالیستی طبقات دیگر بدست گرفته شده است، آنوقت مطمئناً فکری به حال عنوان مانیفست کمونیست و کلمه کمونیسم به‌طور کلی می‌کردند. شاید مثل من صفت «کارگری» را انتهای آن اضافه می‌کردند که کاملاً مضمون این کتاب و جنبش اجتماعی ای را که این کتاب بیانیه اش بود برساند.

### زمینه‌ها

#### نقد سنت‌های چپ پیشا انقلاب ۵۷
هسته شکل دهنده حککا با نقد ملی‌گرایی چپ در طول انقلاب ۵۷ رسماً وارد عرصه سیاسی ایران شدند. جزوه معروف و مطرح «اسطوره بورژوازی ملی و مترقی» معروف‌ترین بحث انتقادی آن‌ها است که باعث شد بخش وسیعی از جوانانی که در بین گروه‌ها و سازمان‌های مختلف چپ مشغول فعالیت بودند حول آن‌ها جمع شوند و به این ترتیب سازمان اتحاد مبارزان کمونیست شکل واقعی به خود گرفت.

#### تأثیر وقایع ابتدای دهه ۱۹۹۰ میلادی
منصور حکمت و تعدادی از کادرهای حزب کمونیست ایران با نقد تجربه شوروی در قالب انتشار مجموعه بولتن مارکسیسم و مسئله شوروی، بر لزوم بازگشت به کمونیسم مارکس تأکید کرده و شالوده تشکیل حزب کمونیست کارگری را بنا نهادند. اسناد سیاسی پیش و بعد از تشکیل این حزب، رویدادهای منتهی به سقوط دیوار برلین و فروپاشی اتحاد جماهیر شوروی را نه مبین شکست سوسیالیسم و پایان کمونیسم، بلکه شکست و پایان نوع مشخصی از سوسیالیسم بورژوایی و مدل سرمایه‌داری دولتی می‌دانند.
نقد آن‌ها بر این تز استوار است که لازمه تحقق سوسیالیسم، الغاء مناسبات تولیدی بورژوازی است که در شوروی اتفاق نیفتاد. به زعم آن‌ها وجود کارمزدی، کالا بودن نیروی کار و سازمان‌یابی تولید اجتماعی بر مبنای کارمزدی، برای اثبات سرمایه‌داری بودن اقتصاد شوروی کافی است.
حمید تقوایی رهبر فعلی حزب معتقد است مجهز نبودن جنبش کمونیستی آن دوره (مقطع پیروزی انقلاب اکتبر روسیه) به تئوری جنبش‌های اجتماعی به تقابل میان آن‌ها بمثابه ظرف و محمل بروز کشمکش‌ها و مبارزه طبقاتی منجر شد که در نهایت در یک سطح اجتماعی چهره بلشویسم به اندازه کافی روشن و شفاف با سوسیالیسم به معنی مارکسی و واقعی کلمه یعنی لغو کار مزدی و استثمار و در تمایز از هر نوع صنعتگرائی و نقد بورژوائی تزاریسم، تداعی و شناخته نشد.
خط سیاسی این حزب مانند بسیاری از مارکسیستها از جمله ارنست مندل، تونی کلیف و بسیاری دیگر، معتقد است که استالین و دیکتاتوری‌اش، محصول و ادامه انقلاب اکتبر و پیروزی حزب لنینی نبود بلکه برعکس محصول شکست انقلاب اکتبر و شکست حزب لنینی و راه لنین بود.

#### جدایی از حزب کمونیست ایران
منصور حکمت، در نقد عدم پیشروی مارکسیسم انقلابی در حزب کمونیست ایران و ضرورت کارگری شدن این حزب با مشاوره رضا مقدم در دههٔ هفتاد هجری شمسی، فراکسیون «کمونیسم کارگری» را در «حزب کمونیست ایران» تشکیل داد که علاوه بر این دو نفر، ایرج آذرین و کورش مدرسی را هم دربرگرفت. این نام نشان‌دهندهٔ تفاوت خط فکری آنان با جنبش‌های دیگری بود که خود را کمونیست می‌نامیدند، اما به زعم آن‌ها «غیرکارگری» بودند. مجموعه مباحث سال‌های ۱۹۸۹ تا ۱۹۹۱ در حزب کمونیست ایران و علی‌رغم هژمونی فراکسیون کمونیسم کارگری در این حزب، در نهایت به جدا شدن منصور حکمت و بخش وسیعی از اعضا و کادرهای این حزب منجر شد.
منصور حکمت معتقد به انشعاب از حزب کمونیست ایران نبود و در قالب جمع یا گروه از حزب جدا نشد و کسی را هم به انشعاب و جدایی از این حزب تشویق نکرد. هر چند به زعم منتقدین، جدایی او از حزب کمونیست ایران، انشعاب بود.

او بعدها در نوشته کوتاهی با عنوان «مصافهای کمونیسم امروز»، علت این جدایی را چنین توضیح می‌دهد: 
۱- حزب کمونیست ایران در شکل موجود خود ظرف و ابزار مناسبی برای حضور در جدالهای اجتماعی تعیین‌کننده‌ای که کمونیست امروز موظف به شرکت در آن است، نیست. ۲- هرچند منطقا ایجاد تحول در حزب کمونیست ایران و تبدیل آن به چنین ابزاری در خدمت کمونیسم کارگری غیرممکن نیست، اما چنین تلاشی دیرفرجام و مستلزم صرف نیرو وانرژی بسیار است. راه مستقیم‌تر و ثمر بخش تر و اصولی‌تری برای تحقق این هدف، یعنی پیدایش یک حزب کمونیست کارگری که نقش شایسته خود را در دوران تعیین‌کننده حاضر ایفا کند، وجود دارد.

### انشعاب در حزب
در طی دو دهه از تشکیل این حزب، مانند هر حزب و سازمان دیگری، افرادی از آن به دلایل مختلف جدا شده‌اند. از آن جمله می‌توان به رضا مقدم و ایرج آذرین از مؤسسین حزب اشاره کرد که در اختلاف نظر با تئوری‌های منصور حکمت و مخالفت با کمیته مرکزی وقت بر سر اساسنامه تدوین شده از فعالیت سیاسی در این حزب کناره‌گیری کردند و در بحران فروردین ۱۳۷۸ که منجر به استعفای بخش عظیمی از کادرهای حککا شد، این حزب را ترک کردند. آذرین بعدها با انتشار کتابی با نام «در دفاع از مارکسیسم»، نظرات منصور حکمت را لیبرالیسم وارونه نامید.
در سال ۱۳۸۳ نیز بعد از مرگ منصور حکمت در نحوه رهبری حزب و همین‌طور مبارزه سیاسی و انقلاب اختلافات شدیدی درگرفت. این اختلافات پیشتر در زمان حیات حکمت نیز ابتدا با طرح نحوه رهبری حزب مطرح شده بودند. بعد از مدت‌ها بحث و جدل و گذشت مدت کوتاهی از مرگ حکمت، اختلافات عمیقتر شد و علی‌رغم اینکه حزب کنگره چهارم خود را تازه برگزار کرده بود و آماده برگزاری پلنوم می‌شد، در نهایت ۲۴ نفر از اعضای کمیته مرکزی و اکثریت کمیته کردستان وقت حککا از این حزب جدا شدند و به رهبری معنوی کوروش مدرسی، حزب حکمتیست را تشکیل دادند. این انشعاب، سنگینترین ضربه را به حزب وارد آورد و آن را به شدت ضعیف کرد.
نفس انشعاب سال ۲۰۰۴ در حزب کمونیست کارگری پیش از اینکه بخاطر اختلافات سیاسی باشد، بر سر برخورد رهبری وقت حککا با اختلافات بود. به همین دلیلی، با گذشت بیش از ده سال از این انشعاب، موارد اختلافات در حزب هنوز مورد بحث و جدل طرفین است.
در حالیکه بر اساس قرارهای قبلی تنها چند هفته به برگزاری پلنوم اعضای کمیته مرکزی حزب باقی‌مانده بود، حمید تقوایی لیدر وقت حککا در یک سمینار غیررسمی پالتاکی بر خلاف تمام موازین و قوانین ناظر بر حزب، اعلام کرد که پلنوم کمیته مرکزی را به رسمیت نمی‌شناسد و علی‌رغم درخواست اکثریت اعضای کمیته مرکزی در پلنوم حضور بهم نخواهد رساند و اصولاً حکم کمیته مرکزی را نیز نمی‌پذیرد. اکثریت کمیته مرکزی نیز این اقدام را مخالف اصول سازمانی حزب و طرح ارگان‌های رهبری حزب و غیرقانونی اعلام کرد. به این ترتیب آنطور که اکثریت کمیته مرکزی در بیانیه خود اعلام کردند، لیدر حزب با همکاری چند تن از اعضای کمیته مرکزی جمعی از اعضای حزب در خارج کشور را برای برگزاری نشستی فرا خواند و اعلام کرد که این تجمع، کنگره فوق‌العاده حزب است. مطابق اصول سازمانی حزب کمونیست کارگری، کنگره، مجمع نمایندگان تشکیلاتهای حزب است و کل حزب را نمایندگی می‌کند که در مورد آن کنگره این مسئله صدق نمی‌کرد. در آن مقطع (و تقریباً تا به امروز) هیچ موازینی در مورد برگزاری کنگره فوق‌العاده در حزب تصویب نشده است. جایگزین کردن کنگره با چنین جمع اختیاری اعضای هم خط اقلیت کمیته مرکزی مطابق سنن حزبی غیرقابل قبول و غیرقانونی اعلام شد و به این ترتیب انشعاب در حزب عملاً بوقوع پیوست.
حمید تقوایی همواره با رد انتقادات به شیوه برخورد با اختلافات در حزب، منشعبان را متهم به داشتن خطی راست و شکست طلب می‌کند که خود نخواستند در حزب بمانند و انشعاب را برگزیدند. تقوایی هم‌زمان با انشعاب، بیانیه‌ای منتشر کرد که طی آن مدعی شد کوروش مدرسی مباحثی را مطرح کرده است که نماینده چپ جنبش دوم خرداد بوده است.
در کنگره پنجم حزب، قطعنامه‌ای با عنوان انشعاب راست از چپ به تصویب رسید که با توجه به نکاتی پیرامون رفتار منشعبان، انشعاب از حزب را یک انشعاب از راست دانست و اعلام کرد حزبی که منشعبان تأسیس کرده‌اند اگر این نظرات را مبنای سیاست‌ها و فعالیت‌های خود قرار بدهد، جایی در جنبش کمونیسم کارگری نخواهد داشت.
حزب حکمتیست نیز در نهایت ۷ سال بعد، در سال ۱۳۹۰ به دنبال مباحث درونی به دو جناح تقسیم شد. یک جناح امروزه با نام حزب حکمتیست-خط رسمی شناخته می‌شود. جناح دیگر که تقریباً اکثریت حزب را تشکیل می‌دهد، با همان نام حزب حکمتیست به فعالیت خود ادامه می‌دهد که عموماً به عنوان جناح فاتح شیخ - رحمان حسین‌زاده از آن نام برده می‌شود.
در سال ۱۳۹۱ با علنی شدن اختلافات در حزب حکمتیست و تغییر مواضع بخش عمده نیروهای این حزب، حمید تقوایی با برگزاریی سمینار چشم‌انداز نزدیکی و اتحاد نیروهای کمونیسم کارگری شرایطی را برای اتحاد دوباره این دو حزب - جناح مطرح کرد. این سمینار به مباحث گسترده‌ای در صفوف کمونیسم کارگری دامن زد که در نهایت به نشست مشترک دو حزب کمونیست کارگری ایران و حزب حکمتیست جناح فاتح شیخ و رحمان حسین‌زاده منجر شد اما نتیجه‌ای در برنداشت. در هر حال این نشست منجر به آغاز فعالیت‌های مشترک محدودی چه به صورت عملی و چه به صورت صدور بیانیه مشترک بین این دو حزب شد.

## کنگره‌ها

### کنگرهٔ سوم
سومین کنگره حزب کمونیست کارگری ایران در اکتبر ۲۰۰۰ در کپنهاگ دانمارک به مدت دو روز برگزار شد. این نخستین بار بود که کنگرهٔ این حزب به ابتکار رهبر سیاسی آن منصور حکمت، به شکل علنی برگزار می‌شد و یکی از اولین دفعات نیز بود یکی از احزاب اپوزیسیون نظام جمهوری اسلامی ایران کنگره‌ای علنی برگزار می‌کرد. این کنگره آخرین کنگره‌ای بود که منصور حکمت در آن حضور داشت و قریب دو سال بعد درگذشت و از این لحاظ از اهمیت خاصی در تاریخ حزب کمونیست کارگری ایران برخوردار است. سخنرانی افتتاحیه منصور حکمت در این کنگره از مهم‌ترین سخنرانی‌های تاریخ حککا است و بسیاری از آن به عنوان «وصیت سیاسی منصور حکمت» یاد کرده‌اند. او در این سخنرانی سال را «سال حزب کمونیست کارگری» نام‌گذاری کرد؛ به این اعتبار که به زعم او، حزب کمونیست کارگری «اتفاق جدید» یست که روی نقشهٔ سیاست ایران افتاده است. حکمت علاوه بر این در دو روز کنگره سخنرانی‌هایی دیگری نیز ارائه کرد که مهم‌ترین آن‌ها دو سخنرانی او در مورد «اوضاع ایران و موقعیت ویژه حزب کمونیست کارگری ایران» و «مبارزه اقتصادی و سیاسی طبقه کارگر» است. حمید تقوایی، لیدر کنونی حککا، نیز در این کنگره سخنرانی به نام «جنبش سرنگونی و شعار جمهوری سوسیالیستی» ارائه کرد. در این کنگره اسنادی از جمله «قطعنامه دربارهٔ اوضاع سیاسی ایران» و «قطعنامه دربارهٔ اوضاع ایران و موقعیت ویژه حزب کمونیست کارگری» به تصویب رسید.

### کنگرهٔ چهارم
چهارمین کنگره حزب کمونیست کارگری ایران در دوازدهم و سیزدهم دسامبر ۲۰۰۳ در کشور آلمان پیرو سیاست این حزب، به صورت علنی برگزار شد. این کنگره از چند جهت دارای اهمیت خاصی است. اولاً از نظر زمانی این اولین کنگرهٔ پس از درگذشت منصور حکمت، لیدر و بنیانگذار حککا، و همچنین آخرین کنگره پیش از انشعاب بزرگ‌سال ۲۰۰۴ در این حزب بود. ثانیاً در همین کنگره بود که حمید تقوایی (در نشست کمیته مرکزی پس از کنگره) به عنوان رهبر حزب انتخاب شد. این انتخاب در حالی بود که لیدر وقت حزب، کورش مدرسی، خود را کاندید لیدری نکرده بود و رأی خود را به حمید تقوایی داده‌بود. در حالی که پس از گذشت کمتر از یک سال از این کنگره، کورش مدرسی و اکثریت کمیتهٔ کردستان و بیش از نیمی از کمیتهٔ مرکزی حککا از این حزب انشعاب کردند و حزب کمونیست کارگری ایران-حکمتیست را بنیان گذاشتند.
این کنگره با سخنرانی افتتاحیه لیدر وقت حزب، کورش مدرسی، شروع شد. پس از آن سخنرانی افتتاحیه منصور حکمت در کنگرهٔ سوم حزب پخش شد و سپس حمید تقوایی در بزرگداشت منصور حکمت سخن‌رانی کرد. پس از آن ریبوار احمد، لیدر حزب کمونیست کارگری عراق (حزب خواهر حککا در آن زمان) بود که سخن‌رانی کرد و پیامی به این کنگره داد و پس از آن گزارش تکمیلی عملکرد حزب در فاصله بین کنگرهٔ قبلی تا کنگره ۴ از سوی اصغر کریمی اعلام شد و پس از این در دو روز کنگره دیگر سخن رانی‌های مختلف بر سر قطعنامه‌ها و بیانیه‌ها و مصوبات انجام گرفت. در این کنگره اسنادی از جمله «قطعنامه دربارهٔ حزب کمونیست کارگری و چشم‌انداز انقلاب در ایران»، «قطعنامه دربارهٔ طبقه کارگر و قدرت سیاسی»، «بیانیهٔ حقوق جهانشمول انسان»، «بیانیهٔ برای مذهب‌زدایی از جامعه» و «بیانیهٔ حقوق زنان» به تصویب رسید.

## برنامه یک دنیای بهتر
آلترناتیو قانون اساسی این حزب برای حکومت بعد از سرنگونی نظام جمهوری اسلامی ایران، برنامه یک دنیای بهتر است که به تبعیت از مانیفست حزب کمونیست نوشته کارل مارکس و فردریش انگلس و به فراخور زمانی و مکانی به نگارش درآمد. این حزب برای کسب قدرت سیاسی و برقراری برنامه یک دنیای بهتر مبارزه می‌کند. این برنامه مبتنی بر تئوری‌های سیاسی و اقتصادی مارکسیستی است که حول تشکیل حکومت سوسیالیستی تنظیم شده است.

### تاریخچه
پیش‌نویس برنامه در کنگره اول حزب کمونیست کارگری ایران در ژوئیه ۱۹۹۴ (تیر ۱۳۷۳) به تصویب رسید. کنگره از منصور حکمت که سند پیش‌نویس را تهیه کرده بود خواست که متن نهائی برنامه را آماده کند و برای تصویب در اختیار کمیته مرکزی حزب قرار دهد. پلنوم دوم کمیته مرکزی در تاریخ نوامبر ۹۴ (آبان ۷۳) متن ارائه شده توسط منصور حکمت را مورد بررسی قرار داد و بعد از اصلاحاتی متن نهایی را تصویب کرد. این متن اولین بار در مارس ۹۵ (اسفند ۷۳) در شماره ۱۷ «انترناسیونال»، نشریه حزب کمونیست کارگری ایران، و پس از آن در تاریخ مه ۹۶ (اردیبهشت ۷۵) به صورت کتاب منتشر شد.
در پاییز ۱۳۹۳ (اکتبر ۲۰۱۴) کنگره نهم حزب طی قراری، مصوب کرد که این برنامه براساس تجربیات و دستاوردهای مبارزاتی دو دهه اخیر حزب و تحولات سیاسی و اجتماعی در جهان به روز، تکمیل و تدقیق شود.

### انتقادات
برخی معتقدند برنامه یک دنیای بهتر، برنامه‌ای کمونیستی و در ادامه مانیفست حزب کمونیست نیست، بلکه در مقابل آن است. برخی دیگر نیز آن را ایده‌ای قدرگرایانه‌تر و خرافی‌تر از سوسیالیسم تخیلی نام نهاده‌اند.
بروایت برنامه حزب، کمونیسم کارگری به جنبش اعتراضی طبقه کارگر علیه نظام سرمایه‌داری، به صف کارگران کمونیست علیه کار مزدی و به جنبش حی و زنده سوسیالیستی در میان کارگران که هر روز و هر ساعت در حال مبارزه است علیه نظام سرمایه‌داری گاه پنهان و گاه آشکار، گاه با اعتصاب و گاه با آکسیون و اشکال دیگر مبارزاتی کارگران در جریان است، تعلق ندارد. بلکه به ایده‌های برابری طلبانه و انسانی متعلق است. صرفاً تعلق به به ایده‌های برابری طلبانه و انسانی؛ و این در رابطه با مارکسیسم نه فقط نقض غرض، بلکه انحرافی آشکار و نگرشی ایده‌آلیستی است.

## فعالیت تشکیلات حزب

### داخل ایران
هرگونه فعالیت این حزب در ایران، مانند سایر احزاب اپوزیسیون غیرقانونی است و مرکزیت آن در خارج کشور است.
رهبران حزب کمونیست کارگری ایران تلاش می‌کنند از طریق نشریات، سایت‌های اینترنتی، رادیو و تلویزیون خود بیشتر برای افراد داخل شناخته شوند و از هر طریقی برای این بیشتر شناخته شدن استفاده می‌کنند. این حزب هر هفته چندین نشریه و چندین ساعت برنامه تلویزیونی و رادیویی ارائه می‌کند و از طریق سازمان‌های جانبیش (که پایین‌تر به آن‌ها اشاره شده است) چندین سایت اینترنتی را نیز اداره می‌کند. به علت شرایط امنیتی ایران و ممنوعیت شدید هرگونه فعالیت علنی احزاب اپوزیسیون در ایران فعالین این حزب مخفیانه عمل می‌کنند و از این رو نمی‌توان آمار دقیقی به دست داد.
یکی از عرصه‌های فعالیت این حزب در جنبش کارگری و دانشجویی است.
گزارش‌هایی با امضای خبرنگاران این حزب در داخل در مورد بسیاری از تجمعات و امثالهم چاپ می‌شود و تلویزیون دفاکتوی حزب، تلویزیون کانال جدید، با بسیاری از فعالین کارگری و معلمان و غیره مصاحبه می‌کند.
تلویزیون کانال جدید متعلق به این حزب هر روز برنامه‌های پخش زنده‌ای را با موضوعات مختلف پخش می‌کند که بینندگان این تلویزیون از داخل ایران با آن تماس می‌گیرند.

### خارج از ایران

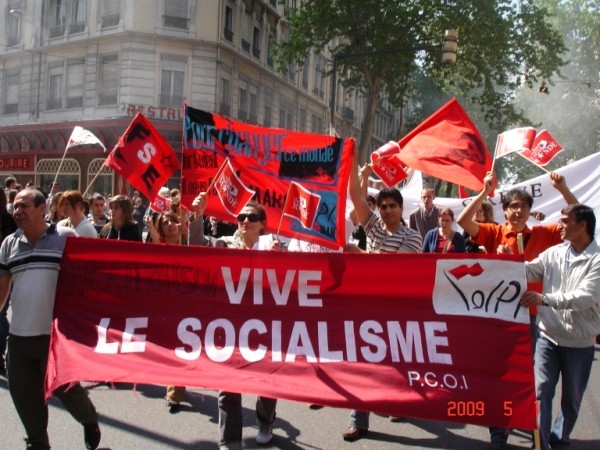
مراسم اول ماه مه در لیون فرانسه ۲۰۰۹

این حزب علاوه بر شرکت در تظاهرات‌های عمومی مثل روز جهانی کارگر، روز جهانی زن، تظاهرات‌های ضد جنگ و غیره در اروپا، آمریکای شمالی و استرالیا خود نیز تظاهرات‌هایی را سازمان می‌دهد. برای مثال در زمان انتخابات ریاست جمهوری ایران تظاهرات‌هایی از طرف این حزب در مقابل بعضی حوزه‌های رای‌گیری در اروپای غربی، آمریکای شمالی و استرالیا انجام می‌شود و کادرهای این حزب در این مراسم علیه جمهوری اسلامی تبلیغ کرده، مردم را دعوت به رأی ندادن و اعتراض به انتخابات می‌کنند.]همچنین گاه در صورت حضور مسئولین جمهوری اسلامی در خارج از کشور برای سخنرانی معمولاً این حزب اعتراضاتی علیه‌شان سازمان می‌دهد.

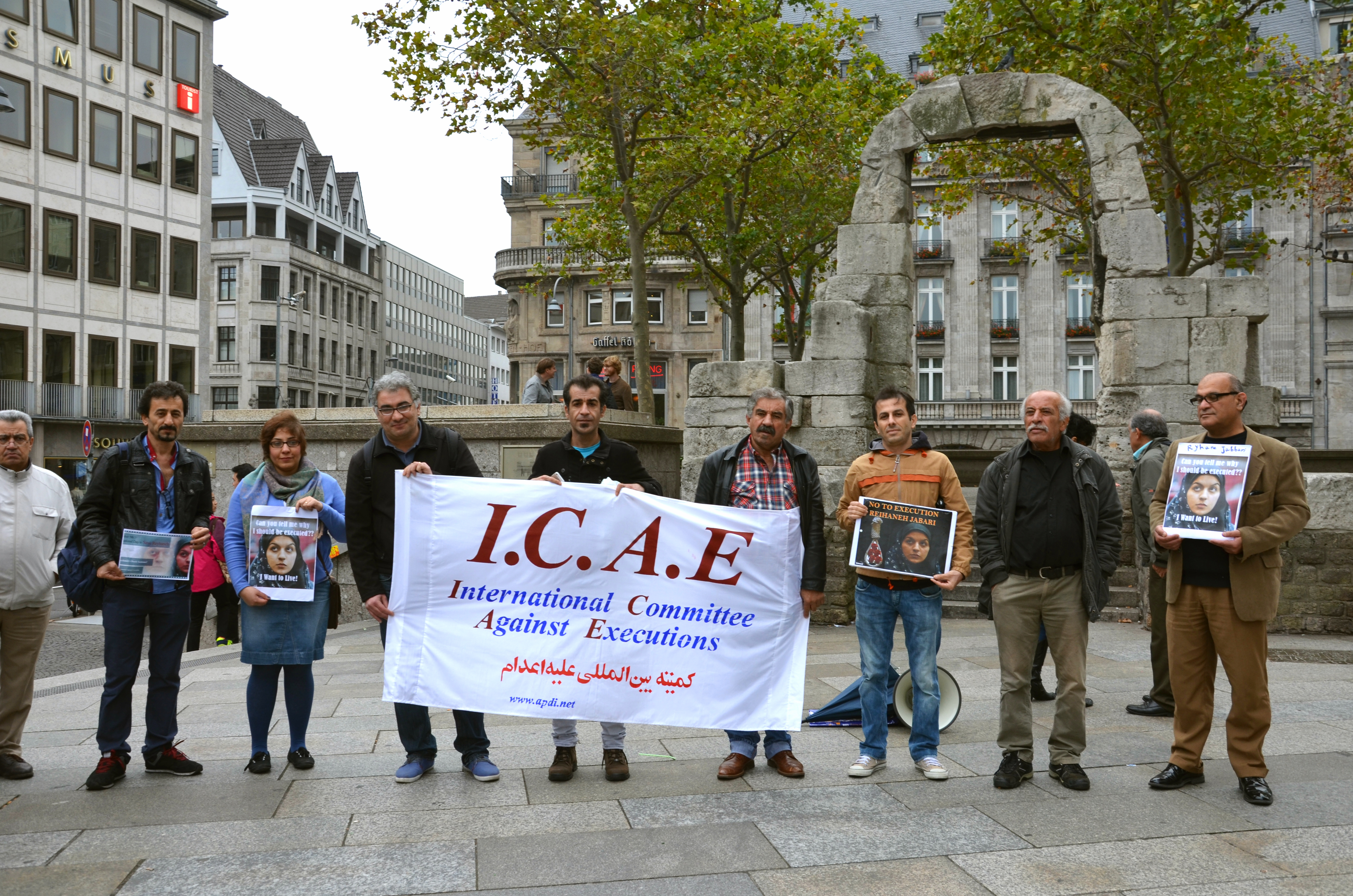
کمپین حمایت از ریحانه جباری

این حزب در مناسبت‌هایی مانند سالگرد انقلاب اکتبر، سالگرد تأسیس حزب، همبستگی با مبارزات کارگری مراسم ویژه برگزار می‌کند در ضمن در بعضی از شهرهای جهان همچون لندن و تورنتو مراکز و دفاتر دائمی دارد که به «خانه‌های حزب» مشهور هستند و هر ماه چندبار جلسه‌های سخنرانی در آن‌ها برگزار می‌شود.
کادرها و شخصیت‌های این حزب گاه به دلیل فعالیت‌های سکولاریستی و انسان‌دوستانه در مواردی مثل مبارزه با اسلام سیاسی، مبارزه با مجازات اعدام و… مشهورند و جوایزی دریافت کرده‌اند. برای مثال مریم نمازی، دبیر کمیته روابط بین‌الملل حککا، از طرف انجمن ملی سکولار در انگلستان جایزهٔ «سکولاریست سال» را دریافت کرد، و مینا احدی از فعالان شناخته شدهٔ مبارزه با اعدام در اروپای غربی است و در روز جهانی اعدام در سال ۲۰۰۵ از طرف سازمان عفو بین‌الملل دعوت شد تا به همراه چند نفر دیگر در تور سخنرانی در سوئیس علیه مجازات اعدام شرکت کند.
مینا احدی در سال ۲۰۰۶ از طرف انجمن ملی سکولارها در انگلستان به عنوان سکولار سال انتخاب شد. مینا احدی به‌طور رودررو و گسترده علیه سازمان‌های اسلامی و اسلام سیاسی در آلمان مبارزه می‌کند. او ابتدا در آلمان سازمانی به اسم سازمان اکس مسلم و با شعار ما از مذهب رویگردانیم کمپینی وسیع راه انداخت.
مشابه این حرکت در کشورهای اسکاندیناوی و انگلیس و هلند سازمان داده شدند.

## برخی از فعالیت‌ها

### مخالفت با برگزاری کنفرانس برلین
کنفرانس برلین نام همایش ۳ روزه‌ای بود که از ۱۹ تا ۲۱ فروردین ۱۳۷۹ به مدت سه روز از سوی حزب سبز آلمان و به دعوت بنیاد هاینریش بل در خانهٔ فرهنگ‌های جهان در برلین برگزار شد. این کنفرانس نزدیک به دو ماه بعد از انتخابات دوره ششم مجلس شورای اسلامی در ایران برگزار می‌شد. این انتخابات با پیروزی جبهه دوم خرداد متشکل از حامیان رئیس‌جمهور، سید محمد خاتمی، به پایان رسیده بود و تعدادی از فعالان سیاسی و نویسندگان نزدیک به این جناح برای سخنرانی در مورد تحولات سیاسی ایران به این کنفرانس دعوت شده بودند.
حزب کمونیست کارگری ایران از مخالفین اصلی این برنامه بود و میتینگ آلترناتیوی را هم در بیرون سالن کنفرانس برگزار کرده بود.
از جمله سخنرانان مخالف در کنفرانس که از اعضای رهبری حزب کمونیست کارگری بودند می‌توان به آذر مدرسی و مینا احدی اشاره کرد. در حالی که همه نیروهای معترض به کنفرانس با فریاد و شعارهای بی‌وقفه مصمم بودند مانع ادامه کنفرانس شوند، آذر مدرسی پشت تریبون رفت و اعلام کرد که نمایندگان مخالفان با برگزارکنندگان کنفرانس به توافق رسیده‌اند که اگر به آنان اجازه صحبت داده شود، معترضین در مقابل، ساکت شوند تا کنفرانس کار خود را ادامه دهد و از حاضرین سؤال کرد که آیا موافق این قرار هستند یا نه که فریاد مرگ بر جمهوری اسلامی سالن را فرا گرفت.
در ادامه مینا احدی نیز در قسمتی دیگر پشت تریبون رفت و به عنوان برگزارکننده میتینگ آلترناتیو بیرون سالن، به عنوان یک زن که همسرش را جمهوری اسلامی اعدام کرده است و به عنوان یک کمونیست که هم سنگرانش را جمهوری اسلامی به جوخه‌های مرگ سپرده بود، اعلام کرد که جمهوری اسلامی رفتنی است. اشاره مینا احدی به ماجرای کشتار زندانیان سیاسی در تابستان ۱۳۶۷ بود.
بعدها انتقادات گسترده‌ای از سوی نیروهای مختلف سیاسی نزدیک به جمهوری اسلامی و جبهه دوم خرداد علیه حزب کمونیست کارگری ایران به خاطر برهم زدن این کنفرانس مطرح شد. سایت پیک نت متعلق به جناحی از حزب توده در نوشته‌های مختلفی بهم زدن کنفرانس برلین را دستور مستقیم وزارت اطلاعات به حزب کمونیست کارگری عنوان کرده است.
در مقابل رهبری این حزب، دوم خردادی‌ها را متهم کرد که به کنفرانس برلین رفته بودند تا نسل‌کشی‌ها و اعدام‌ها و سنگسارها، گورهای بدون نشان، کارگران بدون معاش، زنان بدون حق، جوانان بدون آینده، کودکان تباه شده، اعتقادات سرکوب شده، صداهای خفه شده، بی حقوقی مطلق انسان در صحن جامعه و متن قوانین و چرخش مرگبار شمشیر قصاص و سبعیت اسلامی در تمام زندگی و ذهن شهروندان این کشور بختک زده را پشت شمایل مقوایی یک آخوند مرتجع و لفاظی‌های بی‌ارزش در مورد «اسلام مدرن» مخفی کنند.
برخی چهره‌های مخالف جمهوری اسلامی نیز از جمله منتقدین حککا در جریان برنامه کنفرانس برلین بودند. از جمله شادی امین از فعالین سیاسی در آلمان که معتقد است این حزب در مورد نقش خود در اعتراض به برگزاری کنفرانس برلین بسیار اغراق‌آمیز برخورد کرده است و بیش از آنچه که انجام داده و سازمان داده است از نقش خود سخن گفته.
رسانه‌های داخل ایران نیز سال‌ها بعد با پرداختن به حواشی این کنفرانس، عموماً از آوردن نام صحیح این حزب خودداری می‌کنند.

### کمپین نه به شریعت در کانادا
کمپین نه به شریعت، کمپینی بود که جمعی از فعالین این حزب و در راس آن‌ها هما ارجمند، مسئول این کمپین، با شعار یک قانون برای همه علیه تشکیل دادگاه‌های مذهبی و اسلامی در استان انتاریوی کانادا و لایحه حکمیت سال ۱۹۹۱ این استان به راه انداختند.
این کمپین در سال ۲۰۰۳ شروع به کار کرد و پس از دو سال و جلب حمایت بیش از صد سازمان و تشکل دیگر و تشکیل «ائتلاف علیه داوری مذهبی» با آن‌ها، سرانجام در سپتامبر ۲۰۰۵ با ممنوع اعلام شدن دادگاه‌های اسلامی و مذهبی در کانادا، به پیروزی رسید.
این کمپین در طول دو سال فعالیت خود صدها تظاهرات، کنفرانس، و جلسات سخنرانی در کانادا و اروپا و سایر نقاط دنیا برپا کرد و مسئولین آن گاهی با مسئولین کانادا و دیپلمات‌های کشورهای دیگر دیدار کردند و نهایتاً موفق شدند این کمپین را به پیروزی برسانند.
این کمپین کاملاً وابسته به حزب کمونیست کارگری ایران بود و نشریات، مدیا و ارگان‌های این حزب نقش اصلی انعکاس دهندهٔ آن را داشتند.
همچنین پس از پیروزی این کمپین، این حزب در اطلاعیه خود و پیام لیدر آن، حمید تقوایی، ممنوع شدن دادگاه‌های اسلامی و پیروزی کمپین «نه به شریعه» را پیروزی برای جنبش کمونیسم کارگری و حزب کمونیست کارگری و شکستی برای «اسلام سیاسی» اعلام کرد.

### کمپین «ما از مذهب روی گردانده‌ایم»
اعضای این حزب در سال ۲۰۰۷ با همکاری بنیاد جوردانو برونو و همکاری مستقیم نویسنده و فیلسوف سرشناس آلمانی میشائیل اشمیت زالومون این کمپین را در آلمان راه اندازی کردند که مینا احدی و مریم نمازی چهره‌های اصلی آن هستند. این نهاد را با عنوان «اکس مسلم» یا «مسلمانان سابق» نیز خطاب می‌کنند. این نهاد خواستار حقوق جهان شمول و برابر برای همه شهروندان است و مخالف سرسخت نسبیت فرهنگی است.
این سازمان به دست اندازی جریانات اسلامی بر زندگی مردم و همکاری دولتهای اروپایی با سازمان‌های اسلامی در اروپا انتقاد می‌کند. این سازمان اساساً فعالیتش در خارج کشور ایران است که اول در آلمان و بعدها در انگلیس و بلژیک و اتریش و سوئیس و اسکاندیناوی و… هم فعال شد. در اساسنامه این نهاد آمده است هر کس که از مذهب دست کشیده می‌تواند عضو شود چه مذهب اسلام چه مذاهب دیگر، ولی اعضای اصلی این نهاد کسانی هستند که از اسلام دست کشیده‌اند و کسانی که از مذاهب دیگر دست کشیده‌اند اعضای افتخاری آن محسوب می‌شوند. این نهاد همچنین هیچ فرد مذهبی را به عضویت نمی‌پذیرد.
از جمله فعالیت‌های این نهاد برگزاری کنفرانس‌های مختلف در نقد دین اسلام و همچنین حکومت جمهوری اسلامی ایران است.
در ۲۸ ماه مه تا ۱ ژوئن سال ۲۰۱۴ کلیسای کاتولیک به کمک نهادهای مدافع کلیسا و مذهب، به مدت ۵ روز در شهر رگنسبورگ در ایالت بایرن آلمان برای مسیحیت برنامه تبلیغی ترتیب داده بود و در مقابل این اقدام کلیسا، انسان گرایان و سکولارها و منتقدین مذهب نیز درست همان پنج روز و پارالل با این برنامه‌ها، برنامه روز انسان‌گرایان در آلمان را سازمان دادند که مینا احدی در این برنامه، در مورد نقض حقوق انسانی در مذهب اسلام سخنرانی کرد.
در پاییز سال ۲۰۱۴ این نهاد کمپین گسترده‌ای علیه حضور پلیس شریعت در کشور آلمان سازماندهی کرده است.

### دادگاه ایران تریبونال
ایران تریبونال یک دادگاه مردمی بین‌المللی است، که با کوشش گروهی از خانواده‌های جان سپردگان، بخشی از زندانیان سیاسی جان بدر برده از کشتارهای دهه ۱۳۶۰، فعالان سیاسی، فعالان کارگری، مبارزان برابری خواه حقوق زنان، و فعالان عرصه هنر، ادبیات، حقوق، کودکان و دیگر زمینه‌های مبارزاتی، از پائیز ۱۳۸۶ کار خود را آغاز کرد. ایران تریبونال، با حمایت گسترده ایرانیان در داخل و خارج کشور، به ویژه خانواده‌های جان سپردگان، موفق شد جمهوری اسلامی را در دو مرحله (لندن و لاهه) به ارتکاب جنایت علیه بشریت محکوم کند.
اعضای حزب کمونیست کارگری ایران در راه اندازی این کارزار نقش عمده‌ای داشتند و مراسم‌های مختلفی را در این مورد سازمان دادند هر چند این کارزار اساساً با نام هیچ حزب و گروه و سازمانی شناخته نمی‌شود. از جمله اعضای رهبری حزب که در سازماندهی این دادگاه نقش عمده‌ای داشتند می‌توان به ایمان شیرعلی، مرسده قائدی، فریده آرمان و شیوا محبوبی اشاره کرد. هر چهار تن این افراد یا قبلاً از زندانیان سیاسی دهه ۶۰ بودند یا اقوام و دوستان نزدیک خود را در کشتار زندانیان سیاسی در تابستان ۱۳۶۷ از دست دادند.
فریده آرمان در سال ۲۰۱۴ در مستند آن‌ها که گفتند نه (Those Who Said No) ساخته نیما سروستانی در مورد تجربه اعدام و ترور همسر اول و دومش غلام کشاورز از اعضای رهبری دهه ۶۰ حزب کمونیست ایران سخن می‌گوید. این فیلم مستند در جشنواره آمستردام شرکت داشت و از میان صدها فیلم جزو ۱۵ فیلم برتر مرحله نیمه نهایی جشنواره قرار گرفت. «آنها که گفتند نه» دربارهٔ دهه ۶۰ و کشتار زندانیان سیاسی است.
حکم دادگاه ایران تریبونال، مشتمل بر ۵۱ صفحه و ۱۷۰ ماده است که در آن نظام جمهوری اسلامی ایران به نسل‌کشی و جنایات علیه بشریت محکوم شده است.

### اعتراض در کنفرانس سازمان جهانی کار
در اعتراض به حضور جمهوری اسلامی در کنفرانس سالانه سازمان جهانی کار در سال ۲۰۱۰، اعضای این حزب با در دست گرفتن تصاویر فعالین کارگری زندانی در ایران، آکسیون اعتراضی در سالن محل برگزاری این کنفرانس ترتیب دادند که به صورت گسترده‌ای مورد توجه رسانه‌های جهان قرار گرفت.
به این ترتیب برای نخستین بار خواست اخراج جمهوری اسلامی از سازمان جهانی کار در ابعاد گسترده‌ای در رسانه‌های جهان انعکاس یافت. وال استریت ژورنال عکس اعتراض فعالین حزب در آی ال او را به عنوان یکی از عکس‌های مهم روز انتخاب کرد.
به دنبال این اعتراض، نماینده خانه کارگر که در اجلاس سازمان جهانی شرکت کرده بود، از بی‌احترامی عده‌ای حاضر در جلسه نسبت به ایران و هیئت ایرانی ابراز تاسف کرد و به خبرگزاری ایسنا گفت: با این که برخی کشورها ادعای حقوق بشر و یکسان بودن افراد دارند اما با توهین به ایرانیان شرکت‌کننده در اجلاس ILO نشان دادند که این ادعاهای آن‌ها واهی است. او با اشاره به این که سال‌های پیش اعتراضاتی از سوی مخالفان ایران خارج از محل برگزاری اجلاس صورت می‌گرفت گفت: متأسفانه امسال این اعتراضات و توهین‌ها به داخل سالن کنفرانس کشیده شد.
روز پنجشنبه ۹ ژوئن ۲۰۱۱ نیز به دعوت پنج سندیکای کارگری از فرانسه و سندیکای او ان ای آ از سویس میتینگی در مقابل سازمان جهانی کار در اعتراض به سیاست‌های ضد کارگری جمهوری اسلامی و با خواست آزادی فوری کارگران زندانی در ایران تشکیل شد. در این گردهمائی ده‌ها نفر از فعالین از احزاب و گروه‌های مختلف اپوزیسیون جمهوری اسلامی از جمله حزب کمونیست کارگری و نمایندگانی از سندیکاهای سنگال و ایتالیا نیز شرکت داشتند.
این حزب هر سال آکسیون‌های اعتراضی را در محل برگزاری کنفرانس در اعتراض به حضور جمهوری اسلامی در این اجلاس برگزار می‌کند.

### شبکه همبستگی کارگری خاورمیانه و شمال آفریقا
شبکه همبستگی کارگری خاورمیانه و شمال آفریقا در کنفرانسی که از سوی کمیته همبستگی بین‌المللی کارگری ایران در ۶ سپتامبر ۲۰۱۴ برگزار شده بود، توسط فعالین کارگری و کمونیست از کشورهای مصر، تونس، ایران، عراق همچون هدا کامل عضو کارزار کارگران در مصر تحت عنوان (بسمت قوانین کار عادلانه) و عضو هیئت اجرایی اتحادیه مستقل بازنشستگان مصر، خلیل رزک از فعالین کارگری مصر، حاتم لاوینی عضو کمیته جوانان بزرگ‌ترین اتحادیه کارگری تونس UGTT، محمد هکش دبیرکل اتحادیه کارگران کشاورزی مراکش (UMT) و ساواش یالماز از فعالین کارگری ترکیه چندین نفر از فعالان کارگری از عراق و الجزایر شکل گرفت. یکی از تصمیمات این شبکه برگزاری جلسات منظم ماهانه و بحث و گفتگو در مورد آخرین اتفاقات سیاسی در این کشورها و وضعیت جنبش کارگری است.

## ساختار تشکیلاتی حککا
ساختار تشکیلاتی حککا مبتنی بر سانترالیسم دموکراتیک مرسوم در تمامی احزاب مارکسیست-لنینیست دیگر است به این شکل که تمامی ارگان‌های رهبری حزب از صدر تا ذیل انتخابی است. تشکیلات حککا بر دو گروه عضو و کادر استوار است.

### عضو
عضویت در حزب کمونیست کارگری ایران امری داوطلبانه است. هرکس که خود را کمونیست و در اهداف اجتماعی حزب شریک بداند و آماده باشد برای تحقق این اهداف در چهارچوب حزب کمونیست کارگری ایران به فعالیت متشکل بپردازد، می‌تواند به عضویت حزب درآید. کناره‌گیری و خروج از حزب نیز امری آزاد و داوطلبانه است. عضویت در حزب هیچ‌یک از حقوق و آزادی‌های فردی و مدنی اعضاء را محدود و مشروط نمی‌کند. به همین ترتیب، عضویت در حزب تحت هیچ شرایطی مایه هیچ نوع برتری و امتیازی نسبت به سایر مردم نیست.
به علت شرایط سیاسی در ایران مسلماً عضوگیری مستقیم این حزب هم چون بقیه احزاب اپوزیسیون در ایران ممکن نیست. از این رو هر فردی که در ایران خود را عضو بداند، عضو حککا محسوب می‌شود. در خارج از کشور که امکان عملی تشکل موجود است هر کسی که تقاضا کند و فرم ثبت نام را پر کند، عضو محسوب می‌شود.

### کادر
کادر به عضوی از حزب گفته می‌شود که چه از طریق انتخابات و چه با انتصاب، مسئولیت سازماندهی و هدایت فعالیت حزب در حیطه معینی را عهده‌دار می‌شود. فعالیت به عنوان کادر مستلزم پذیرش موازین و دیسیپلین متناظر با مسئولیت حزبی ای است که فرد بر عهده می‌گیرد. این موازین و دیسیپلین ممکن است تعهدات بیشتر و تبعیت از انضباط محکم تری را، در قیاس با موازین عمومی ناظر بر حقوق و وظایف اعضاء به‌طور کلی، بر عهده افراد بگذارد.

## رهبری و ارگان‌های کنونی

### کنگره
کنگره عالی‌ترین مقام تصمیم‌گیری در حزب است که وظیفه تعیین خط مشی سیاسی حزب و انتخاب اعضای کمیته مرکزی را بعهده دارد. حضور کلیه اعضای حزب در کنگره آزاد است و کلیه اعضا می‌توانند خود را به عنوان نمایندگان کنگره در انتخابات سراسری و محلی کاندید کنند. کلیه اعضای حزب فارغ از اینکه نماینده هستند یا نه، می‌توانند قرار یا قطعنامه‌هایی را به کنگره پیشنهاد دهند تا کنگره در مورد آن‌ها تصمیم‌گیری کند. این قرارها و قطعنامه‌ها سیاست‌های حزب تا کنگره بعدی را تعیین خواهد کرد.
کنگره‌های حزب کمونیست کارگری ایران به صورت علنی هر دو سال یکبار برگزار می‌شود و حضور افراد غیر عضو نیز در این کنگره‌ها بدون حق رأی آزاد است. نهمین کنگره حزب کمونیست کارگری ایران در روزهای ۲۶ و ۲۷ مهر ۹۳ (۱۸ و ۱۹ اکتبر ۲۰۱۴) با حضور ۱۶۰ نماینده در کشور آلمان برگزار شد.

### کمیته مرکزی
کمیته مرکزی دومین مقام عالی حزب است. کمیته مرکزی کلیه امور سیاسی و همچنین فعالیت‌های حزب را تحت نظارت و کنترل دارد. وظیفه سیاست گذاری‌های کلان حزب و فعالیت‌های حزب بر اساس مصوبات کنگره با کمیته مرکزی است. اعضای کمیته مرکزی فقط از میان کادرهای حزب انتخاب می‌شوند. در کنگره دوازدهم حزب، ۶۲ نفر به عنوان اعضای کمیته مرکزی انتخاب شدند که اسامی آن‌ها به این قرار است:
 داود آرام، طه آزادی، پیام آذر، کیان آذر، سیاوش آذری، محسن ابراهیمی، مینا احدی، عبدالله اسدی، غلام اکبری، بهروز بهاری، سیامک بهاری، سیما بهاری، شهاب بهرامی، فاتح بهرامی، مینا بهروزی، آذر پویا، پریسا پوینده، حمید تقوایی، امیر توکلی، کیوان جاوید، جلیل جلیلی، طه حسینی، سهیلا دالوند، شهلا دانشفر، میترا دانشی، پتی دبونیتاس، میلاد رسایی منش، ایرج رضایی، هرمز رها، سیامک زارع، بهرام سروش، هوشیار سروش، سلیمان سیگارچی، کریم شامحمدی، عصام شکری، محمد شکوهی، شیرین شمس، مصطفی صابر، سوسن صابری، تهمینه صادقی، حسن صالحی، میثم عتیق، جمیل فرزان، ناصر کشکولی، محمدامین کمانگر، اصغر کریمی، خلیل کیوان، عبدل گلپریان، عزیزه لطف‌اللهی، عباس ماندگار، شیوا محبوبی، مهران محبوبی، نوید محمدی، یدی محمودی، سیاوش مدرسی، رضا مرادی، جمیله میرکی، نسان نودینیان، سمیر نوری، کاظم نیکخواه، رحیم یزدانپرست و بابک یزدی.
کمیته مرکزی همچنین وظیفه تعیین دبیر کمیته مرکزی و اعضای دفتر سیاسی را نیز بر عهده دارد. این کمیته برای بررسی وضعیت حزب، تعیین سیاست‌های میان دوره‌ای و انتخاب اعضای دفتر سیاسی هر ۶ ماه یکبار نشست مشترکی برگزار می‌کند که از آن با عنوان پلنوم یاد می‌شود. هر چند گزارش برگزاری پلنوم‌ها به صورت علنی منتشر می‌شود، اما حضور در جلسات پلنوم فقط برای کادرهای حزب آزاد است. در جلسات پلنوم اجازه اظهار نظر به همه شرکت کنندگان داده می‌شود اما فقط اعضای کمیته مرکزی حق رأی دارند.
دبیر کمیته مرکزی توسط کمیته مرکزی حزب انتخاب می‌شود. وظیفه او نظارت بر عملکرد ارگان‌های مختلف حزب و نیز مدیریت و سازماندهی حزب است. دبیر کمیته مرکزی همچنین وظیفه انتصاب دبیران برخی نهادها همچون سازمان جوانان کمونیست، کمیته سازمانده، کمیته خارج کشور، کمیته‌های کردستان و آذربایجان، دبیران کشوری، دبیر تلویزیون و بعضاً سردبیران نشریات حزب را بر عهده دارد. دبیر کمیته مرکزی که عموماً در احزاب چپ از وی به عنوان رهبر معنوی حزب نیز یاد می‌شود، عموماً تئوری‌های سیاسی حزب را در میان پلنوم‌ها و کنگره‌ها تعیین می‌کند. کمیته مرکزی منتخب کنگره نهم حککا، حمید تقوایی را به عنوان دبیر کمیته مرکزی انتخاب کرده است.

### دفتر سیاسی
دفتر سیاسی توسط کمیته مرکزی و از میان اعضای کمیته مرکزی انتخاب می‌شود که وظیفه تعیین خط مشی سیاسی حزب و نظارت بر عملکرد دبیر کمیته مرکزی را بر عهده دارد. اعضای دفتر سیاسی هر ۶ ماه یکبار در نشست اعضای کمیته مرکزی (پلنوم) انتخاب می‌شوند. کمیته مرکزی منتخب کنگره دوازدهم، ۲۷ نفر را به عنوان اعضای دفتر سیاسی انتخاب کرده است که به این قرار است:
کیان آذر، محسن ابراهیمی، مینا احدی، عبدالله اسدی، بهروز بهاری، سیامک بهاری، سیما بهاری، شهاب بهرامی، فاتح بهرامی، آذر پویا، امیر توکلی، کیوان جاوید، شهلا دانشفر، بهرام سروش، محمد شکوهی، شیرین شمس، مصطفی صابر، حسن صالحی، جمیل فرزان، اصغر کریمی، خلیل کیوان، عبدل گلپریان، شیوا محبوبی، نسان نودینیان، سمیر نوری، کاظم نیکخواه و بابک یزدی.
رئیس دفتر سیاسی حککا در حال حاضر محسن ابراهیمی است که توسط دفتر سیاسی انتخاب می‌شود.

### دیگر ارگانها
از دیگر ارگان‌های حزب هیئت اجرایی است که در قالب یک هیئت هفت نفره، رهبری روزمره این حزب را بعهده دارد و تمامی تصمیمات در مورد فعالیت تشکیلات حزب در این گروه اتخاذ می‌شود. رئیس کنونی این هیئت اصغر کریمی است.
دیگر ارگان‌های حزب کمیته سازمانده، کمیته تشکیلات خارج از کشور، کمیته کردستان و کمیته آذربایجان است که زیر نظر مستقیم کمیته مرکزی و دفتر سیاسی فعالیت می‌کنند اما وظیفه نظارت بر عملکرد این ارگان‌ها با دبیر کمیته مرکزی و هیئت اجرایی حزب است که گزارش عملکرد این ارگان‌ها را به دفتر سیاسی، نشستهای کمیته مرکزی (پلنوم) و کنگره حزب می‌دهند.

### دبیران ارگانها
- دبیر کمیته مرکزی: حمید تقوایی
- رئیس دفتر سیاسی: محسن ابراهیمی
- رئیس هیئت اجرایی: اصغر کریمی
- اعضای هیئت اجرایی: کیان آذر، سیامک بهاری، سیما بهاری، کیوان جاوید، شهلا دانشفر، بهرام سروش، شیرین شمس، حسن صالحی، مصطفی صابر، نسان نودینیان
- دبیر سازمان جوانان کمونیست: کیان آذر
- دبیر کمیته سازمانده: شهلا دانشفر
- دبیر تشکیلات خارج کشور: سیاوش مدرسی
- رئیس دفتر ارتباطات بین‌الملل:
- دبیر کمیته کردستان: عبدل گلپریان
- دبیر کمیته آذربایجان: محمد شکوهی
- سردبیر نشریه کارگر کمونیست: شهلا دانشفر
- دبیر سازمان جوانان کمونیست کیان آذر
- اعضای شورای مرکزی سازمان جوانان: کیان آذر (دبیر سازمان جوانان کمونیست)، شیرین شمس، میثم عتیق، سمن فرحزاد
- مسئول انقلاب زنانه شیرین شمس

## سازمان‌های نزدیک
از ابتدای تأسیس اعضا و کادرهای حزب کمونیست کارگری در تأسیس سازمان‌ها و نهادها و کمپین‌های گوناگونی هم کاری داشته‌اند. این نهادها، که در زمینه‌های مختلف سیاسی و انسان دوستانه فعالیت می‌کنند، علی‌رغم این که بعضاً غیرحزبی هستند، هم کاری نزدیکی با حزب دارند.

### کمیته بین‌المللی علیه اعدام
کمیته بین‌المللی علیه اعدام سازمانی است که برای مبارزه با مجازات اعدام تلاش می‌کند. دبیر و سخنگوی کنونی این کمیته، مینا احدی، مبارز کمونیست ایرانی و عضو کنونی دفتر سیاسی حزب کمونیست کارگری ایران، است. این سازمان خود را بخشی از جنبش علیه اعدام در جهان می‌داند اما اهم فعالیت‌هایش در مورد ایران و اعتراض علیه اعدام‌های جمهوری اسلامی ایران است.

### فدراسیون سراسری پناهندگان ایرانی
فدراسیون سراسری پناهندگان ایرانی، معروف به همبستگی، تشکل بزرگی است که پیش از تأسیس حزب کمونیست کارگری ایران فعالیت می‌کرد و امروز چنان به این حزب نزدیک است که دبیر آن عضو کمیته مرکزی حزب است. این سازمان برای حقوق پناهندگان به‌طور جمعی و به‌طور فردی تلاش می‌کند و تا به حال دستاوردهایی در دفاع از حقوق پناهندگی و به‌خصوص پناهندگانی که از ایران و جمهوری اسلامی گریخته‌اند کسب کرده است. ارگان این فدراسیون نشریهٔ همبستگی است که به صورت ماهیانه منتشر می‌شود.
اولین دبیر این نهاد، غلام کشاورز از اعضای رهبری حزب کمونیست ایران بود که هنگام ملاقات با اعضای خانواده خود در قبرس توسط عوامل منسوب به جمهوری اسلامی ترور شد. دبیر فعلی این نهاد، عبداله اسدی از اعضای کمیته مرکزی حککا است.

### کمپین کودکان مقدمند
نهاد «کودکان مقدمند»، کمپینی است برای دفاع از حقوق کودکان. ارگان این نهاد نشریهٔ کودکان مقدمند است.

### کمپین بین‌المللی اکس مسلم
اعضای این حزب در سال ۲۰۰۷ با همکاری بنیاد جوردانو برونو و همکاری مستقیم نویسنده و فیلسوف سرشناس آلمانی میشائیل اشمیت زالومون این کمپین را در آلمان راه اندازی کردند که مینا احدی و مریم نمازی چهره‌های اصلی آن هستند. این نهاد را با عنوان «اکس مسلم» یا «مسلمانان سابق» نیز خطاب می‌کنند. این نهاد خواستار حقوق جهان شمول و برابر برای همه شهروندان است و مخالف سرسخت نسبیت فرهنگی است.

### انجمن مارکس
انجمن مارکس ابتدا توسط منصور حکمت در شهر لندن در کشور انگلستان ایجاد شد. این انجمن برای بحث و گفتگو پیرامون مباحث تئوریک و سیاسی مارکسیسم برپا شد که بعدها در کشورهای مختلف، از جمله کانادا نیز ایجاد شد.

### کانون خاوران
کانون خاوران، که ابتدا در اواخر دههٔ ۹۰ با نام سازمان دفاع از زندانیان سیاسی ایران تأسیس گشته بود و سپس در سال ۲۰۰۴ نام کنونی را برگزید، سازمانی است که اکنون جدا از تاریخ قبلی اش، بسیار نزدیک به حزب کمونیست کارگری ایران به‌شمار می‌رود و بعضی مسئولان آن از اعضا و کادرهای این حزب هستند. این کانون در زمینهٔ مبارزه با اعدام و دفاع از زندانیان سیاسی فعالیت می‌کند و بیشتر فعالیت‌های فرهنگی هنری در دستور کار دارد. این کانون فصلنامهٔ «خاوران» را منتشر می‌کند.
مدیر اجرایی کانون خاوران بابک یزدی ست.

## رسانه‌های حزب

### تلویزیون کانال جدید
تلویزیون کانال جدید رسانه اصلی حزب و در واقع ارگان دوفاکتوی حزب کمونیست کارگری ایران است. از جمله برنامه‌های اصلی این تلویزیون می‌توان به گفتگو، ۳۰ دقیقه، کارگران و یک دنیای بهتر، نان و گل سرخ به تهیه‌کنندگی مریم نمازی به دو زبان فارسی و انگلیسی و نیز دها برنامه دیگر در موضوعات مختلف زنان، کودکان، محیط زیست و… اشاره کرد. مدیر این تلویزیون در حال حاضر کیوان جاوید از اعضای دفتر سیاسی حزب است.
کیفیت تولید برنامه‌های این تلویزیون بسیار ضعیف، غیر خلاق و یکنواخت است که مدیران این تلویزیون دلیل آن را نبود منابع مالی کافی اعلام می‌کنند. حککا نیز تا کنونی اطلاعاتی در مورد میزان مخاطبان و نفوذ اجتماعی این تلویزیون منتشر نکرده است. هر چند برنامه‌های پخش زنده این تلویزیون به زبان‌های فارسی، کردی و ترکی با استقبال مخاطبان روبرو شده است که طی تماس تلفنی روی خط زنده تلویزیون صحبت می‌کنند. آماری از میزان تماس‌های تلفنی از داخل ایران با این شبکه نیز در دست نیست.

### وبگاه روزنه
روزنه رسانه اینترنتی این حزب است که از سال ۱۹۹۹ تاکنون فعال است. مدیر مسئول این وبگاه در حال حاضر امیر توکلی از اعضای کمیته مرکزی حزب است. روزنه یکی از پر مخاطب‌ترین سایتهای سیاسی در میان احزاب اپوزیسیون چپ و کمونیست ایران است. بر اساس آمار الکسا اینترنت در ماه آوریل ۲۰۱۵، این سایت در رتبه جهانی ۳۴۰ هزار قرار دارد.
علاوه بر این، چندین وبگاه دیگر و صفحات فیسبوک توسط اعضا و کادرهای این حزب در موضوعات مختلف اداره می‌شوند.

### رادیو انترناسیونال
این حزب برای انجام تبلیغات در سال ۲۰۰۰ اقدام به راه‌اندازی رادیو انترناسیونال روی موج کوتاه کرد و هر شب دو ساعت برنامه پخش می‌کرد. اما در تابستان ۲۰۰۶ پس از شش سال فعالیت به دلیل مشکلات مالی و ۲۴ ساعته شدن تلویزیون کانال جدید متوقف شد.

## نشریات حزب
حزب کمونیست کارگری ایران در حوزه‌های مختلف سیاسی، کارگری، زنان، جوانان، کودکان، پناهندگی و حقوق بشر به صورت روزانه، هفتگی و ماهانه نشریاتی را منتشر می‌کند. این نشریات را می‌توان به دو گروه نشریات حزبی و غیر حزبی تقسیم کرد. منظور از غیر حزبی نشریاتی است که از طریق نهادهای نزدیک به حزب منتشر می‌شوند. نویسندگان و سردبیران این نشریات عموماً اعضا و کادرهای حککا هستند اما مستقل از حزب شناخته می‌شوند. همچنین بر خلاف نشریات حزبی که فقط اعضا و کادرهای حزب می‌توانند نویسندگان آن باشند، امکان نوشتن در نشریات غیر حزبی برای همگان آزاد است.
هر چند حککا نشریات متعددی را منتشر می‌کند اما روند انتشار بسیاری از این نشریات نامنظم است یا پس از مدتی کاملاً متوقف شده‌اند.

### نشریات حزبی
نشریه رسمی حزب کمونیست کارگری نشریهٔ انترناسیونال است که در حال حاضر هر جمعه و به زبان فارسی منتشر می‌شود که به طرح مواضع سیاسی حزب در مورد مسائل روز می‌پردازد. از آنجایی که مطالب مندرج در این نشریه انحصارا توسط اعضای کمیته مرکزی نوشته می‌شود، مطالب مندرج در آن، به عنوان سیاست‌های رسمی حزب مورد استناد قرار می‌گیرد.
روزنامه ژورنال، روزنامه آنلاین حزب است که به صورت روزانه در مورد مسائل مختلف سیاسی و اجتماعی و فرهنگی مطالبی را منتشر می‌کند. مهم‌ترین ویژگی این روزنامه، خلاصه‌نویسی است. بر خلاف دیگر نشریات حزبی، نوشتن در این نشریه برای عموم آزاد است. همچنین بر خلاف دیگر نشریات حزب که تک سردبیر هستند، ژورنال توسط شورای سردبیری هدایت می‌شود.
نشریهٔ کارگر کمونیست دو هفته‌نامه ایست از این حزب که به مسائل مربوط به جنبش کارگری می‌پردازد. تعدادی از نویسندگان این نشریه فعالین کارگری در داخل ایران هستند که بانام‌های مستعار در آن قلم می‌زنند. این نشریه توسط هیئت نویسندگان اداره می‌شود.
سازمان جوانان کمونیست، علی‌رغم مستقل بودن تشکیلاتی سازمان جوانان حزب و جزئی از حزب محسوب می‌شود. نشریه جوانان کمونیست ارگان مرکزی این سازمان است که ارگان حزب نیز به حساب می‌آید. مباحث منتشر شده در این نشریه عموماً حول مسائل جوانان و جنبش دانشجویی است.
این حزب، هم چنین ارگانی به زبان انگلیسی دارد که WPI Briefing نام دارد و معمولاً هر هفته منتشر می‌شود. نشریات مختلف دیگری به سبک این نشریه به زبان‌های آلمانی و هلندی و غیره چاپ می‌شوند اما هیچ‌کدام منظم نبوده‌اند.
کمیتهٔ کردستان و کمیته آذربایجان حزب با توجه به اهمیت ویژهٔ مسائل کردستان و آذربایجان، هر هفته نشریاتی به نام ایسکرا(به روسی:جرقه) و سهند به زبان فارسی منتشر می‌کنند. عمده مسائل مطرح شده در این دو نشریه حول مسائل کردستان و آذربایجان، نقد ناسیونالیسم و مسائل قومی و ملی است.
نشریه کمونیسم کارگری نشریه تئوریک سیاسی این حزب است که به صورت گاهنامه منتشر می‌شود و تاکنون ۵ شماره از این نشریه منتشر شده است. سردبیر این نشریه محسن ابراهیمی است.

### سردبیران کنونی
- سردبیر انترناسیونال: نسان نودینیان ادیتور: کاظم نیکخواه
- سردبیران ژورنال: سوسن صابری، آذر پویا، کیوان جاوید، سیاوش آذری
- سردبیر کارگر کمونیست: شهلا دانشفر
- سردبیر جوانان کمونیست: کیان آذر
- سردبیر کمونیسم کارگری: محسن ابراهیمی
- سردبیر ایسکرا: عبدل گلپریان
- سردبیر سهند: سهند مطلق

### نشریات غیر حزبی
نشریه زن آزاد، نشریه‌ای از سازمان فتنه، نزدیک به حزب است که در مورد مسائل حقوق زنان هر هفته منتشر می‌شود.
نشریه کودکان مقدمند، نشریه حوزه حقوق کودک است که به صورت ماهانه از سوی نهاد کودکان مقدمند نزدیک به حزب منتشر می‌شود. بخشی از مطالب منتشر شده در این نشریه توسط فعالین حقوق کودک از داخل ایران تهیه می‌شود که بخاطر مسائل امنیتی با نام مستعار با نشریه همکاری می‌کنند.
نشریه زندانیان سیاسی و نه به اعدام، نشریات حوزه حقوق بشر هستند که به صورت هفتگی و ماهانه از سوی کمیته برای آزادی زندانیان سیاسی و کمیته بین‌المللی علیه اعدام منتشر می‌شوند. هر دو این نشریات به صورت گسترده‌ای اقدام به انتشار مصاحبه با دیگر فعالین حقوق بشر از داخل و خارج از ایران و نیز انتشار منظم اخبار و گزارش‌های مربوط به مسائل حقوق بشر می‌کنند.
ماهنامه همبستگی، نشریه ایست از طرف فدراسیون سراسری پناهندگان ایرانی که حول مسائل مهاجرت و پناهندگی منتشر می‌شود.

### سردبیران کنونی
- سردبیر زن آزاد: لیلا یوسفی
- سردبیر کودکان مقدمند: سیامک بهاری
- سردبیر همبستگی: نازنین صدیقی
- سردبیر نه به اعدام: حسام یوسفی
- سردبیر زندانیان سیاسی: −

## حزب کمونیست کارگری و حزب حکمتیست
بعد از انشعاب سال ۲۰۰۴ و جدایی بخشی از اعضا و کادرهای حزب کمونیست کارگری ایران، به رهبری معنوی کوروش مدرسی، حزب کمونیست کارگری ایران-حکمتیست تأسیس شد. هم نامی این دو حزب باعث شده است برخی مواضع حزب حکمتیست را همان سیاست‌های حزب کمونیست کارگری بدانند یا برعکس. اما این دو حزب، از نظر تشکیلاتی و مواضع سیاسی کاملاً از یکدیگر جدا هستند و انتقادات گسترده‌ای نیز به مواضع سیاسی یکدیگر دارند.

## نگارخانه

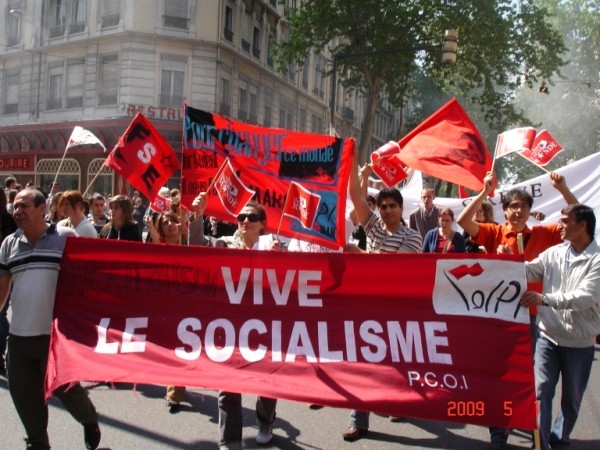
مراسم اول ماه مه در لیون فرانسه ۲۰۰۹